# Eremoleon longior
Eremoleon longior är en insektsart som beskrevs av Banks 1938. Eremoleon longior ingår i släktet Eremoleon och familjen myrlejonsländor. Inga underarter finns listade i Catalogue of Life.